# دالاس براشاو
دالاس براشاو (بالإنجليزية: Dallas Bradshaw) هو لاعب كرة قاعدة أمريكي، ولد في 23 نوفمبر 1895، وتوفي في 11 ديسمبر 1939 في هيرين في الولايات المتحدة.

## وصلات خارجية
- دالاس براشاو على موقعبيزبول رفرنس.كوم (الدوري الرئيسي) (الإنجليزية)
- دالاس براشاو على موقعبيزبول رفرنس.كوم (الدوري الثانوي) (الإنجليزية)